# Nor'easter

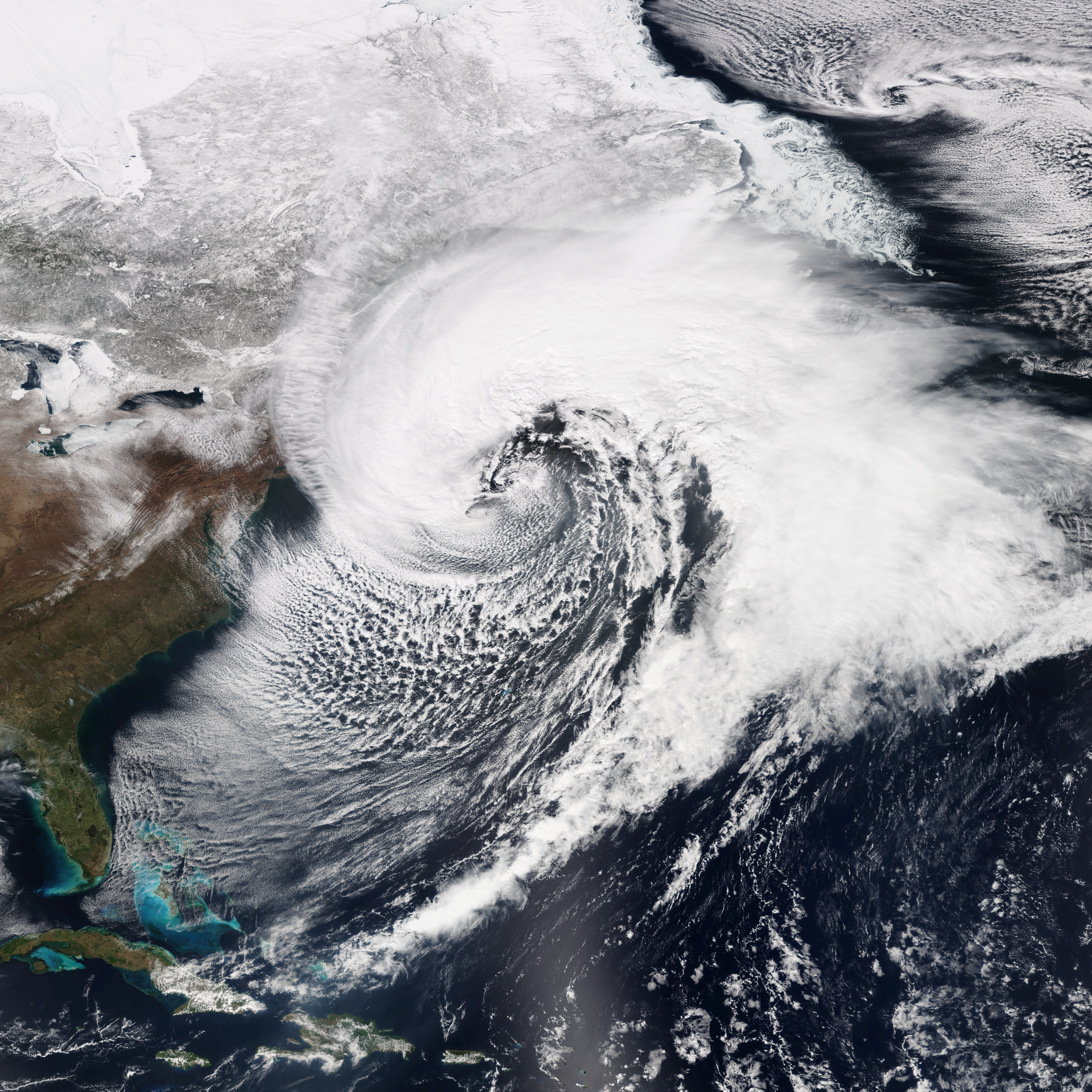
Silný nor’easter na satelitním snímku z března 2014

Nor’easter je rozsáhlý bouřkový systém vyskytující se na východním pobřeží Spojených států amerických a Kanady. Jméno bouře je odvozeno z převládajícího směru větru, který vane na pevninu tedy převážně ze severovýchodu. Termín je spojován s různými typy bouřkových systémů, které mohou vznikat v severním Atlantiku stejně jako v Mexickém zálivu. Název je nejpoužívanější v pobřežních oblastech Nové Anglie. Nor’easter je tlaková níže která obvykle těsně mine Novou Anglii a jihovýchodní pobřeží Kanady. Srážkové úhrny odpovídají ostatním extratropickým cyklónám. Nor’easter může způsobit závažné pobřežní záplavy, erozi pobřeží, vítr o síle orkánu a blizardu; tyto podmínky jsou obvykle provázeny prudkým deštěm nebo silným sněžením, což záleží na ročním období. Vzniku nor’easterů napomáhá promíchávaní chladného polárního vzduch s teplejším oceánským, který je zahříván teplým golfským proudem.